# خواكين كوستا
خواكين كوستا (بالإسبانية: Joaquín Costa Martínez)‏ هو اقتصادي وكاتب وعالم سياسة وسياسي إسباني، ولد في 14 سبتمبر 1846 في مونثون في إسبانيا، وتوفي في 8 فبراير 1911 في إسبانيا. انتخب Vocal of the Junta para Ampliación de Estudios e Investigaciones científicas ‏ (1907 – ) وانتخب member of the Congress of Deputies ‏ عن دائرة Zaragoza (Congress of Deputies constituency) ‏ (17 مايو 1903 – 17 أغسطس 1905).

## روابط خارجية
- خواكين كوستا على موقع الموسوعة البريطانية (الإنجليزية)